# Miskoncepce
Miskoncepce či miskoncept z latinských slovo mis- (chybný, nesprávný) a conceptio (představa, chápání) lze vykládat jako chybné pojetí, chybná představa. Jedná se o jakýkoliv pojem, který se odlišuje od běžného, akceptovaného termínu. Často je spojován s neúplným porozuměním nebo mylnou představou o učivu. Miskoncepce bývá způsobena tím, že děti mají jiné myšlení o světě než dospělí. Problémem je, že jsou těžko odstranitelné a vyskytují se ve všech vědeckých oborech.
Existuje mnoho různých pojmenování nesprávného chápání určitého termínu – prekoncepce, miskoncepce, alternativní koncepce, naivní teorie a jiné. Tato terminologie není ustálená a záleží na každém autorovi, ke kterému koncepčnímu proudu se přidá. Mnoho výzkumníků nerozlišuje rozdíl mezi pojmy prekoncepce a miskoncepce.

## Základní znaky miskoncepcí
Základními znaky jsou
- Osobní charakter – Pokud více lidí čte stejný vědecký text, neuchovají si stejné informace. Jestliže je text čten opakovaně, pak můžeme měnit svůj názor a pohled na konkrétní jevy, přičemž míra, v jaké měníme svůj názor, závisí na myšlenkách, které už máme osvojené.
- Nekoherentnost – Jedno dítě může mít více představ o jednom typu jevu. Mohou používat různé argumenty, které vedou k opačným závěrům.
- Stabilita – Myšleno je tím dětské vytváření vlastních vzorových schémat, která považují za pravdivé a užitečné v konkrétních situacích. Nečekají ale, že bude pravdivé za všech okolností, jakmile jim bude při vyučování prezentován jiný pohled, pak nezavrhují svou původní představu, ale obě existují v jejich hlavě vedle sebe. Může se stát, že některé děti ani po kompletní výuce nezmění svou původní představu a mohou dokonce ignorovat průkazné důkazy.
- Závislost uplatnění na kontextu úloh – Žák mající o nějakém jevu protichůdné představy, zapojuje jednu ze svých alternativních představ při vysvětlování sledovaného jevu v závislosti na kontextu úloh.

## Diagnostika miskoncepcí
Existuje několik možností, jak rozpoznat miskoncepce. Může jít o testy, dotazníky, pojmové mapování nebo tzv. concept cartoons. 
- Testy - Nejčastější diagnostickou metodou jsou testy mnoha typu (otevřené otázky, možnost výběru odpovědí, (ne)standardizované…). Nejpoužívanějšími testy jsou nestandardizované didaktické testy. Didaktický test je písemná zkouška, vytvořena za účelem měření úrovně vědomostí žáků v konkrétní oblasti. Cílem testu je poznat počet správných odpovědí, ale zároveň se zaměřit na nesprávné odpovědi a zjistit jejich příčinu, kdy jednou z příčin může být právě zmiňovaná miskoncepce. Na zjištění miskoncepcí se nejčastěji využívají tzv. dvojúrovňové testy. Žák si nejprve první volbou vybírá pravdivé tvrzení a svou volbu musí zdůvodnění[6]
- Pojmové mapování – Jedná se o prostředek zaměřující se na porozumění změn v chápání vědeckých pojmů u dětí. Mentální mapy jsou nejjednodušší prostředek, jak dostat informace dovnitř i ven z našeho mozku.[7] Ausubelova teorie učení klade důraz na vědomosti, které žák už má a přidává k nim informace nové, díky tomu se usnadní proces zapamatování a dojde i k hlubšímu porozumění souvislostí. Na rozdíl od mechanického učení, které se snadno zapomene a nedá se aplikovat při řešení nových problémů, je účinnější.[8] Při vyhodnocování pojmových map je vhodné zároveň dělat interview s žákem, aby nedošlo ke špatnému pochopení mapy, ale naopak se došlo k závěru, proč žák pochopil učivo jinak, než měl.[8]
- Concept cartoons – Tato metoda byla vytvořena jako pomůcka pro výuku přírodovědných předmětů, později se rozšířila i do dalších předmětů. Využívá se hlavně k podpoře diskuze a zapojení žáků do výuky. Prezentuje se kreslenými obrázky s různými situacemi – každý obrázek představuje jinou problémovou situaci, dále jsou zde vyobrazeny osoby a každá má jiný názor na konkrétní situaci. Výroky osob jsou schválně vytvořeny tak, aby mezi nimi vznikl rozpor a ten vedl žáky k diskuzi, tak jsou žáci nuceni tvořit argumenty, kterými se snaží podložit vlastní názor na vysvětlení. Názory osob na obrázku jsou většinou naivní představy vzniklé na základě studia prekonceptů.[9]

## Eliminace miskoncepcí
Odstranění miskoncepcí z mysli je velmi náročné. Hewson (1981) navrhl několik zásad, jak mikoncepce eliminovat:
1. U žáka by mělo dojít k navození rozporu s jeho původním chápáním učiva, aby musel sám dospět k přesvědčení, že jeho dosavadní představa byla nesprávná.
2. Nové učivo musí být vysvětleno srozumitelně, aby ho žák dokázal správně pochopit.
3. Je podstatné, aby vysvětlené učivo bylo pro žáka přesvědčivé.
4. Učivo by mělo být pro žáka použitelné a užitečné.

Další metodou, jak eliminovat miskoncepce, je badatelsky orientované vyučování. Žáci formulují problém, plánují a experimentují, aby vyvodili závěr a díky tomu získali informace. Učitel v rámci vyučování žákům nepředkládá kompletní učivo, ale úlohu, která je podobná vědeckému pokusu, kde na začátku položí badatelskou otázku a žáci se k informacím dopracovávají vlastním bádáním.